# Three World Financial Center

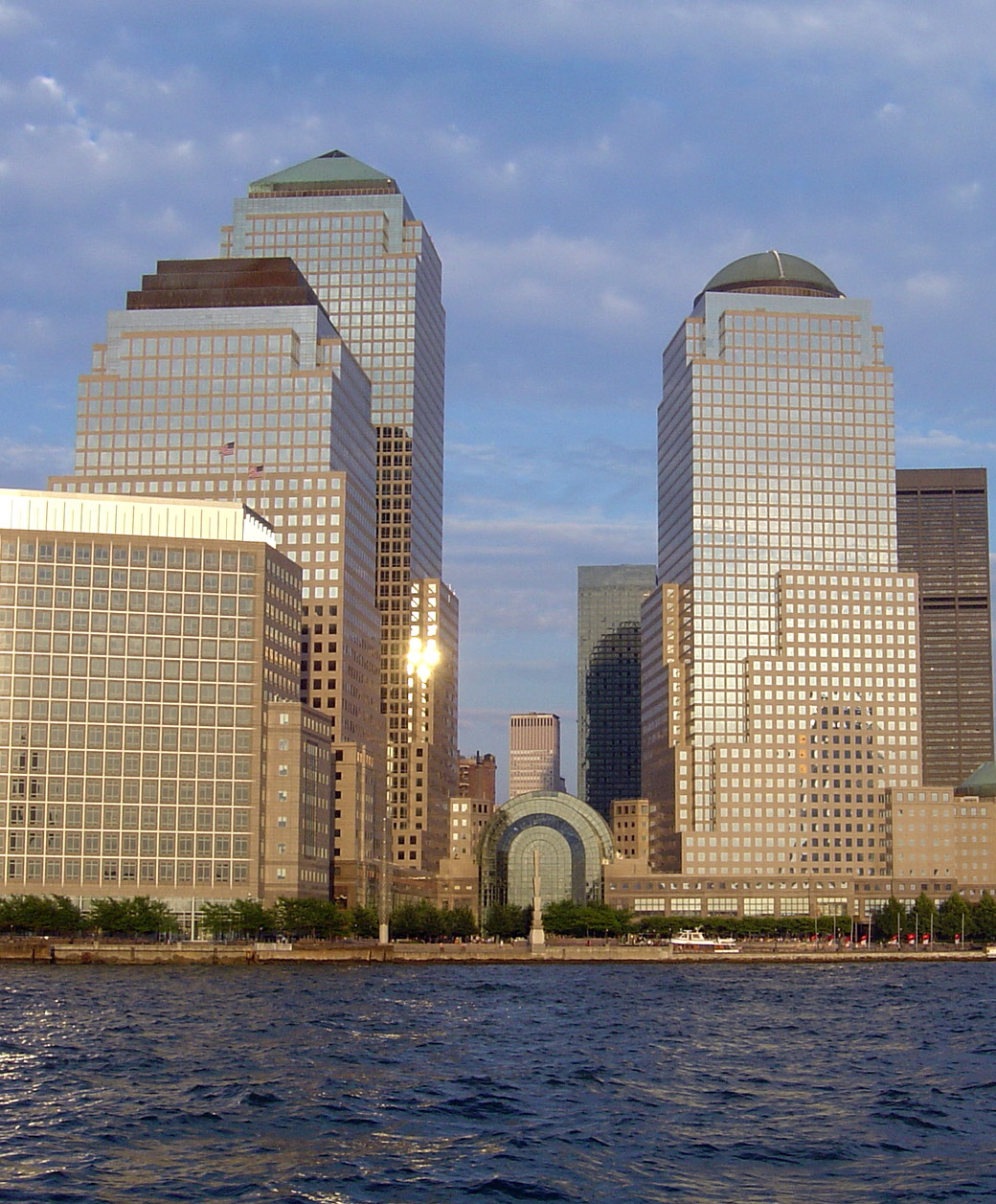
World Financial Center

El Three World Financial Center és un gratacel, situat al Financial District de Manhattan, a New York. L'edifici és el més gran dels tres edificis que componen el World Financial Center, amb una alçada de 225 metres, el que en feia un dels trenta immobles més alts de New York (el febrer de 2007). El Three World Financial Center és d'una arquitectura propera a la del Two World Financial Center, excepció feta de la teulada que és piramidal sobre el Three, mentre que és en forma de cúpula sobre el Two. A l'edifici hi ha entre altres la seu de la societat American Express.
L'arquitectura postmoderna de l'edifici és deguda al gabinet de l'arquitecte americà d'origen argentí César Pelli (qui ha realitzat sobretot les Torres Petronas de Kuala Lumpur), Cesar Pelli & Associates, i el gratacel ofereix una superfície total d'espais en lloguer de 195000 m². La forma de l'edifici és molt propera de la de l'One Canada Square situat al Canary Wharf a Londres, realitzat pel mateix arquitecte.
El Three World Financial Center està connectat als altres edificis del World Financial Center pel Winter Garden (jardí d'hivern), espai públic construït sota una armadura de vidre i d'acer de 36 metres d'alçada, on hi ha diversos arbres i plantes, entre els quals es troben setze palmeres de dotze metres que provenen del desert de Mojave.
Els atemptats de l'11 de setembre de 2001 contra el World Trade Center situat a les proximitats han malmès fortament el Three World Financial Center. Així, a nivell de la cantonada sud-oest, els fonaments han estat tocats, però no prou perquè l'edifici amenaci amb d'esfondrar-se. Tanmateix, l'edifici va ser tancat després dels atemptats, i no ha pogut reobrir fins al maig de 2002. El Winter Garden, també malmès no ha estat reobert fins al setembre de 2002.